# Nijō Motonori
Nijō Motonori (二条 基教) (1390 - 1445), fils du régent Nijō Morotsugu, est un poète japonais et un noble de cour (kugyō de l'époque de Muromachi (1336–1573). Il est plus tard connu sous le nom de Nijō Mochimoto (二条 持基). Il exerce la fonction de régent kampaku à deux reprises de 1424 à 1428 et de 1433 à 1445 et celle de sesshō également deux fois, de 1428 à 1432 et de 1432 à 1433. Il est le père du régent Nijō Mochimichi.